# Percleveïta-(La)
La percleveïta-(La) és un mineral de la classe dels silicats.

## Característiques
La percleveïta-(La) és un silicat de fórmula química La₂Si₂O₇. Va ser aprovada com a espècie vàlida per l'Associació Mineralògica Internacional l'any 2019, sent publicada per primera vegada un any més tard. Cristal·litza en el sistema tetragonal. La seva duresa a l'escala de Mohs és 6.
L'exemplar que va servir per a determinar l'espècie, el que es coneix com a material tipus, es troba conservat a les col·leccions del Museu Mineralògic Fersmann, de l'Acadèmia de Ciències de Rússia, a Moscou (Rússia), amb el número de registre: 5362/1.

## Formació i jaciments
Va ser descoberta a Mochalin Log, a la localitat de Kixtim (óblast de Txeliàbinsk, Rússia), on es troba en forma de grans anèdrics aïllats, habitualment de fins a 0,2 × 0,4 mm, i molt rarament fins a 1 × 1 mm. Aquest indret és l'únic a tot el planeta on ha estat descrita aquesta espècie mineral, tot i que l'any 2021 podria haver estat trobada a Brandlscharte, a la localitat de Kaprun (Estat de Salzburg, Àustria).